# Asphodeline lutea
Asphodéline jaune, Bâton de Jacob
Pour les articles homonymes, voir Bâton de Jacob (homonymie).
Espèce
Asphodeline lutea, l'Asphodéline jaune ou Bâton de Jacob, est une espèce de plantes à fleurs de la famille des Asphodelaceae. Elle est répartie autour du bassin méditerranéen jusqu'au Caucase.

## Systématique
Le nom scientifique complet (avec auteur) de ce taxon est Asphodeline lutea (L.) Rchb..
L'espèce a été initialement classée dans le genre Asphodelus sous le basionyme Asphodelus luteus L..
Ce taxon porte en français les noms vernaculaires ou normalisés suivants : Asphodéline jaune, Bâton de Jacob. Elle semble parfois aussi appelée Bâton de Saint-Jacques , même si ce nom s'applique plutôt à la Campanule raiponce.
Asphodeline lutea a pour synonymes :
- Asphodelus luteus L.
- Asphodelus sibiricus Schult. & Schult.f.
- Dorydium luteum (L.) Salisb.
- Dorydium luteum publ